# Zombi - La creazione
Zombi - La creazione è un film del 2007 diretto da Bruno Mattei con il suo abituale pseudonimo di Vincent Dawn. 
È una pellicola dell'orrore prodotta per il mercato direct-to-video, seguito del film L'isola dei morti viventi. È l'ultima opera del regista, spentosi pochi mesi dopo la fine delle riprese.
Il film è stato presentato in anteprima mondiale nel corso del Festival Intercomunale del Cinema Amatoriale di Brescia al Salone La Serra di Collebeato nel 2008.

## Trama
Sharon, l'unica sopravvissuta al massacro sull'isola pullulante di zombie, ritorna a casa, ma - quando cerca di raccontare la tragedia che ha vissuto - nessuno le crede. Solo un emissario di una potente multinazionale le concede una seconda chance per ritrovare l'isola dove i morti viventi hanno ucciso i suoi amici; così i due partono e arrivano sull'isola dove trovano delle bare con degli strani esseri mutanti al loro interno. Apparentemente queste creature sembrano morte, ma in men che non si dica, una dopo l'altra, cominceranno a risvegliarsi, attratte dall'odore di carne viva. La spirale di orrore ha nuovamente inizio.

## Produzione
Il film è stato girato in lingua inglese nelle isole Filippine, con attori americani, come il precedente.
Il produttore (Gianni Paolucci e le case di produzione Diamonds International Film e La perla nera), la troupe il regista e l'art director Claudio Cosentino erano italiani ma il film è stato ugualmente girato in un paese estero per ammortizzare i costi, come succedeva con le pellicole di genere negli anni settanta.
Il film è il seguito di un altro film di Mattei, L'isola dei morti viventi del 2006, ma l'unico membro del cast in comune è l'attrice filippina Yvette Yzon, che ha partecipato a molti dei film direct-to-video del regista.

## Distribuzione
Nel novembre del 2007 il film è stato presentato in prima mondiale all'American Film Market (AFM) di Los Angeles.
A partire dall'autunno 2008, sono uscite le edizioni in DVD di questo film per il mercato tedesco e ceco (quest'ultima con il titolo di Zombie: Začátek). Si è trattato delle prime volte che questo film veniva distribuito su larga scala.
A 10 anni di distanza dalle riprese, il film, montato da Daniele Campelli, è stato distribuito sul mercato italiano il 26 gennaio 2017 dall'etichetta 30 Holding.

## Sequel
Prima della sua morte, il regista aveva intenzione di realizzare un altro film sugli zombie, in modo da creare una vera e propria trilogia. Il produttore Gianni Paolucci ha tuttora l'intenzione di realizzare questo terzo film ed altri previsti, che dovevano essere diretti da Mattei. Tali progetti sono rimasti irrealizzati.